# Копонг
Копонг (англ. Kopong) — населений пункт сільського типу в окрузі Квененг Ботсвани. Розташований близько 25 км на північ від Габороне, столиці Ботсвани. Населення становило 5571 за переписом 2001 року та 9520 за переписом 2011 року, що робить його шостим за величиною поселенням у Квенензі. Зараз Копонг став передмістям агломерації Габороне, де проживає 421 907 жителів за переписом 2011 року.

## Географічне положення
Розташований в південно-східній частині округу Квененг, за 25 км на північ від столиці країни, міста Габороне, на висоті 992 м над рівнем моря. Наразі Копонг можна вважати частиною агломерації Габороні, населення якої за даними на 2011 рік налічує 421 907 мешканців.

## Населення
За даними перепису 2011 року населення Копонга складає 9520 осіб. Є шостим за величиною населеним пунктом округу.
Динаміка чисельності населення міста за роками:
| 1991 | 2001 | 2011 | 2013   |
| ---- | ---- | ---- | ------ |
| 3122 | 5571 | 9520 | 10 268 |

## Дивись також
- Список міст Ботсвани